# Монтенегро, Пилар
Пилар Монтенегро (полное имя Мария дель Пилар Монтенегро Лопез, род. 31 мая 1969) — мексиканская актриса и певица.

## Биография
Родилась 31 мая 1969 года в Мехико. Начала свою музыкальную карьеру вместе с популярной группой Гарибальди, продюсером которой стал Луис де Льяно. Вскоре она дебютировала в мексиканском кинематографе. Она снялась в таких сериалах, как Gotita De Amor, Марисоль, Volver A Empezar. А в 1996 году вышел её первый сорльный альбом «Son del Corazon».
Она любит давать автографы, подписывать фотографии и общаться с поклонниками, но папарацци продолжают лезть в её частную жизнь, собирая личную информацию о ней. Однако это не пугает её, так как, она понимает, что — она публичный человек, и поэтому поклонников интересует её жизнь.
В 2004 году актриса подписала контракт с Телемундо, о том, что она исполнит главную музыкальную тему в теленовелле «Ракненая душа». Она стала одной из суперзвезд Телемундо. Она работала в лучших студиях Лос-Анджелесе вместе с Марией Селесте Аррарас, Марисио Саласом и Аной Марией Поло.
Сейчас, она одна из самых популярных мексиканских певиц.